# ورزشگاه ستاره سرخ
ورزشگاه ستاره سرخ (به صربی: Стадион Црвена Звезда/ Stadion Crvena Zvezda) ورزشگاهی در شهر بلگراد، صربستان و ورزشگاه خانگی باشگاه فوتبال ستاره سرخ بلگراد است.
این ورزشگاه در سال ۱۹۶۳ میلادی ساخته شده، ظرفیت آن ۵۳٬۰۰۰ است.
ورزشگاه ستاره سرخ میزبان فینال جام باشگاه‌های اروپا ۱۹۷۳، فینال جام یوفا ۱۹۷۹ و فینال جام ملت‌های اروپا ۱۹۷۶ بوده است.